# Esterbrook
Esterbrook – jednostka osadnicza w Stanach Zjednoczonych, w stanie Wyoming, w hrabstwie Converse.